# Oxyothespis meridionalis
Oxyothespis meridionalis es una especie de mantis de la familia Mantidae.

## Distribución geográfica
Se encuentra en Angola y Botsuana.